# Veronika Zuzulová
Veronika Zuzulová (Bratislava, 15 luglio 1984) è un'ex sciatrice alpina slovacca specialista delle prove tecniche e, in particolare, dello slalom speciale.
Dopo il matrimonio con l'allenatore di sci alpino francese Romain Velez, celebrato nell'aprile 2012, ha aggiunto al proprio il cognome del marito e si è iscritta alle liste FIS come Veronika Velez Zuzulová.

## Biografia

### Stagioni 1999-2003
La Zuzulová ha debuttato in campo internazionale partecipando ai Campionati argentini del 1999; all'inizio della stagione 2000-2001 ha esordito in Coppa del Mondo, il 28 ottobre nella slalom gigante di Sölden senza concludere la prima manche, in Nor-Am Cup, l'11 novembre nello slalom speciale di Loveland senza concludere la prima manche, e in Coppa Europa, il 5 dicembre a Bardonecchia classificandosi 37ª in slalom speciale. In seguito ha preso parte ai suoi primi Campionati mondiali, Sankt Anton 2001, dove è stata 34ª nello slalom gigante e non ha concluso lo slalom speciale.
Nel novembre del 2001 ha conquistato i suoi primi podi in Nor-Am Cup e in Coppa Europa (rispettivamente il 17 a Loveland e il 20 a Levi), in entrambi i casi piazzandosi 2ª in slalom speciale. Nel prosieguo della stagione ha partecipato ai suoi primi Giochi olimpici invernali (a Salt Lake City 2002 è stata 32ª nello slalom gigante e non ha concluso lo slalom speciale), ha vinto la medaglia d'oro nello slalom speciale ai Mondiali juniores di Tarvisio e ha colto la sua prima vittoria in Coppa Europa, il 12 marzo a Le Grand-Bornand sempre in slalom speciale.

### Stagioni 2004-2014
Ha conquistato il primo podio in Coppa del Mondo l'8 febbraio 2004 nello slalom speciale di Zwiesel, classificandosi al 3º posto; l'anno dopo, ai Mondiali di Bormio/Santa Caterina Valfurva, non ha invece concluso la prova. Ai XX Giochi olimpici invernali di Torino 2006 si è classificata 22ª nello slalom speciale e 15ª nella combinata. Il 28 novembre 2006 ha ottenuto a Winter Park, sempre in slalom speciale, la sua prima vittoria in Nor-Am Cup e nel febbraio successivo ha disputato i Mondiali di Åre, chiudendo 21ª nello slalom gigante, 13ª nello slalom speciale e 9ª nella supercombinata.
Ai XXI Giochi olimpici invernali di Vancouver 2010 è stata 10ª nello slalom speciale e non ha concluso lo slalom gigante; l'anno dopo, ai Mondiali di Garmisch-Partenkirchen, nelle stesse specialità si è classificata rispettivamente 10ª e 15ª. Il 2 febbraio 2012 ha vinto la sua ultima gara in Coppa Europa, lo slalom speciale di San Candido; ha colto la sua prima vittoria in Coppa del Mondo il 29 dicembre dello stesso anno nello slalom speciale di Semmering. Ai successivi Mondiali di Schladming ha chiuso lo slalom speciale al 7º posto. Non ha disputato l'intera stagione 2013-2014 a causa di un infortunio, saltando quindi anche i XXII Giochi olimpici invernali di Soči 2014.

### Stagioni 2015-2018
Nel 2015 ha ottenuto il suo ultimo podio in Coppa Europa, nello slalom speciale di Melchsee-Frutt dell'8 gennaio (2ª) e ai Mondiali di Vail/Beaver Creek è stata 4ª nello slalom speciale; nella stagione 2015-2016 si è classificata al 2º posto nella Coppa del Mondo di slalom speciale, staccata dalla vincitrice – la svedese Frida Hansdotter – di 85 punti. Nel 2017 ha ottenuto in Coppa del Mondo la sua ultima vittoria, nello slalom speciale di Zagabria Sljeme del 3 gennaio, e il suo ultimo podio, nello slalom parallelo di Stoccolma del 31 gennaio (2ª), mentre ai Mondiali di Sankt Moritz, sua ultima presenza iridata, ha vinto la medaglia d'argento nella gara a squadre e non ha completato lo slalom speciale.
Ai XXIII Giochi olimpici invernali di Pyeongchang 2018, suo congedo olimpico, dopo esser stata portabandiera della Slovacchia durante la cerimonia di apertura si è classificata 17ª nello slalom speciale e 9ª nella gara a squadre. Si è ritirata al termine di quella stessa stagione 2017-2018 e la sua ultima gara in carriera è stata lo slalom speciale di Coppa del Mondo disputato il 10 marzo a Ofterschwang, non completato dalla Zuzulová.

## Palmarès

### Mondiali
- 1 medaglia:
  - 1 argento (gara a squadre a Sankt Moritz 2017)

### Mondiali juniores
- 1 medaglia:
  - 1 oro (slalom speciale a Tarvisio 2002)

### Coppa del Mondo
- Miglior piazzamento in classifica generale: 11ª nel 2017
- Vincitrice della classifica di slalom parallelo nel 2013[4]
- 30 podi:
  - 5 vittorie
  - 15 secondi posti
  - 10 terzi posti

#### Coppa del Mondo - vittorie
| Data             | Località          | Paese    | Specialità |
| ---------------- | ----------------- | -------- | ---------- |
| 29 dicembre 2012 | Semmering         | Austria  | SL         |
| 1º gennaio 2013  | Monaco di Baviera | Germania | PR         |
| 12 gennaio 2016  | Flachau           | Austria  | SL         |
| 15 gennaio 2016  | Flachau           | Austria  | SL         |
| 3 gennaio 2017   | Zagabria Sljeme   | Croazia  | SL         |

Legenda:

SL = slalom speciale

PR = slalom parallelo

### Coppa Europa
- Miglior piazzamento in classifica generale: 7ª nel 2007 e nel 2012
- Vincitrice della classifica di slalom speciale nel 2004, nel 2007 e nel 2012
- 23 podi:
  - 13 vittorie
  - 7 secondi posti
  - 3 terzi posti

#### Coppa Europa - vittorie
| Data             | Località              | Paese      | Specialità |
| ---------------- | --------------------- | ---------- | ---------- |
| 12 marzo 2002    | Le Grand-Bornand      | Francia    | SL         |
| 21 dicembre 2003 | Passo del Tonale      | Italia     | SL         |
| 23 febbraio 2004 | Krompachy             | Slovacchia | SL         |
| 18 dicembre 2004 | Sankt Sebastian       | Austria    | SL         |
| 19 dicembre 2006 | Schruns               | Austria    | SL         |
| 3 febbraio 2007  | Bischofswiesen        | Germania   | SL         |
| 14 marzo 2007    | Madesimo/Campodolcino | Italia     | SL         |
| 22 gennaio 2010  | Melchsee-Frutt        | Svizzera   | SL         |
| 12 febbraio 2010 | Lenggries             | Germania   | SL         |
| 13 marzo 2010    | Kranjska Gora         | Slovenia   | SL         |
| 6 dicembre 2011  | Zinal                 | Svizzera   | SL         |
| 26 gennaio 2012  | Melchsee-Frutt        | Svizzera   | SL         |
| 2 febbraio 2012  | San Candido           | Italia     | SL         |

Legenda:

SL = slalom speciale

### Nor-Am Cup
- Miglior piazzamento in classifica generale: 20ª nel 2007
- 6 podi:
  - 2 vittorie
  - 4 secondi posti

#### Nor-Am Cup - vittorie
| Data             | Località    | Paese       | Specialità |
| ---------------- | ----------- | ----------- | ---------- |
| 28 novembre 2006 | Winter Park | Stati Uniti | SL         |
| 29 novembre 2006 | Winter Park | Stati Uniti | SL         |

Legenda:

SL = slalom speciale

### South American Cup
- Miglior piazzamento in classifica generale: 4ª nel 2000
- Vincitrice della classifica di slalom speciale nel 2000
- 2 podi:
  - 1 vittoria
  - 1 secondo posto

#### South American Cup
| Data           | Località   | Paese | Specialità |
| -------------- | ---------- | ----- | ---------- |
| 22 agosto 1999 | Antillanca | Cile  | SL         |

Legenda:

SL = slalom speciale

### Australia New Zealand Cup
- Miglior piazzamento in classifica generale: 9º nel 2012 e nel 2013
- 4 podi:
  - 4 vittorie

#### Australia New Zealand Cup - vittorie
| Data             | Località     | Paese         | Specialità |
| ---------------- | ------------ | ------------- | ---------- |
| 2 settembre 2010 | Coronet Peak | Nuova Zelanda | GS         |
| 23 agosto 2011   | Coronet Peak | Nuova Zelanda | GS         |
| 24 agosto 2011   | Coronet Peak | Nuova Zelanda | SL         |
| 20 agosto 2012   | Coronet Peak | Nuova Zelanda | GS         |

Legenda:

GS = slalom gigante

SL = slalom speciale

### Campionati slovacchi
- 13 medaglie[5]:
  - 11 ori (slalom speciale nel 2002; slalom speciale nel 2004; slalom speciale nel 2005; slalom speciale nel 2006; slalom gigante, slalom speciale nel 2007; slalom gigante, slalom speciale nel 2010; slalom speciale nel 2013; slalom speciale nel 2016; slalom speciale nel 2017)
  - 2 argenti (supergigante, slalom gigante nel 2005)